# Cantone di Pays tyrossais
Il Cantone di Pays tyrossais è una divisione amministrativa dell'Arrondissement di Dax.
È stato costituito a seguito della riforma approvata con decreto del 18 febbraio 2014, che ha avuto attuazione dopo le elezioni dipartimentali del 2015.

## Composizione
Comprende gli 11 comuni di:
- Bénesse-Maremne
- Capbreton
- Josse
- Labenne
- Orx
- Saint-Jean-de-Marsacq
- Saint-Martin-de-Hinx
- Saint-Vincent-de-Tyrosse
- Sainte-Marie-de-Gosse
- Saubion
- Saubrigues